# 4502-es mellékút (Magyarország)
A 4502-es számú mellékút egy közel 14 kilométer hosszú, négy számjegyű mellékút Bács-Kiskun és Csongrád-Csanád vármegyék határvidékén; Tiszaalpárt köti össze Csongráddal, feltárva a város északi külterületeit és külső városrészeit is.

## Nyomvonala
A 4625-ös útból ágazik ki, annak majdnem pontosan az 56. kilométerénél, Tiszaalpár Árpádszállás településrésze mellett, nem messze a MÁV 146-os számú Kiskunfélegyháza–Kunszentmárton-vasútvonalának Tiszaalpár alsó megállóhelyétől, attól északkeleti irányban. Dél felé indul, de szinte egyből délkelet felé fordul, a vasutat már így keresztezi, néhány lépéssel a kiágazása után. 3,1 kilométer megtételét követően egy elágazáshoz ér: észak-északkelet felől a 4501-es út torkollik bele, az ellenkező irányban pedig egy önkormányzati út indul ki belőle, amely Istvánújfalu külterületi településrészre és egy régi kolostor épületegyütteséből kialakított szeretetotthonhoz vezet.
Valamivel kevesebb, mint 5,5 kilométer után éri el az út a megyehatárt és Csongrád északi határszélét, 7,4 kilométer után pedig beér Bokrosra, ahol Bokros utca néven húzódik, a néhány utcából álló kis városrész főutcájaként, nagyjából 800 méteren át. Kevéssel a 9. kilométere előtt, már ismét külterületen egy újabb elágazása következik: a 45 116-os út lép itt ki belőle, északkeleti irányban, amely egy Bokrostól északra kialakított, nagyobb ipari üzemet szolgál ki. 12,3 kilométer után újra egy alsóbbrendű út ágazik ki belőle, ezúttal is északkeletnek: ez a 45 125-ös számozást viseli, és Jovákipart külterületi településrészre vezet. A 4502-es nem sokkal ezután véget is ér, beletorkollva a 451-es főútba, annak 20+700-as kilométerszelvénye közelében.
Teljes hossza, az országos közutak térképes nyilvántartását szolgáló kira.gov.hu adatbázisa szerint 13,655 kilométer.

## Települések az út mentén
- Tiszaalpár
- Csongrád

## Története
Egy 1,404 kilométeres szakaszát (az 1+700 és a 3+104 kilométerszelvények között), Tiszaalpár, valamint egy másik, 2,270 kilométeres szakaszát (a 6+646 és a 8+916 kilométerszelvények között), a Csongrádhoz tartozó Bokros területén 2019 második felében újították fel, a Magyar Falu Program útjavítási pályázatának I. ütemében.